# Бой при Радвилишкисе
Бой при Радвилишкисе (лит. Radviliškio kautynės) — боевые действия вооруженных сил Литвы с Западной добровольческой армией, шедшие 21—22 ноября 1919 года во время Войны за независимость Литвы.

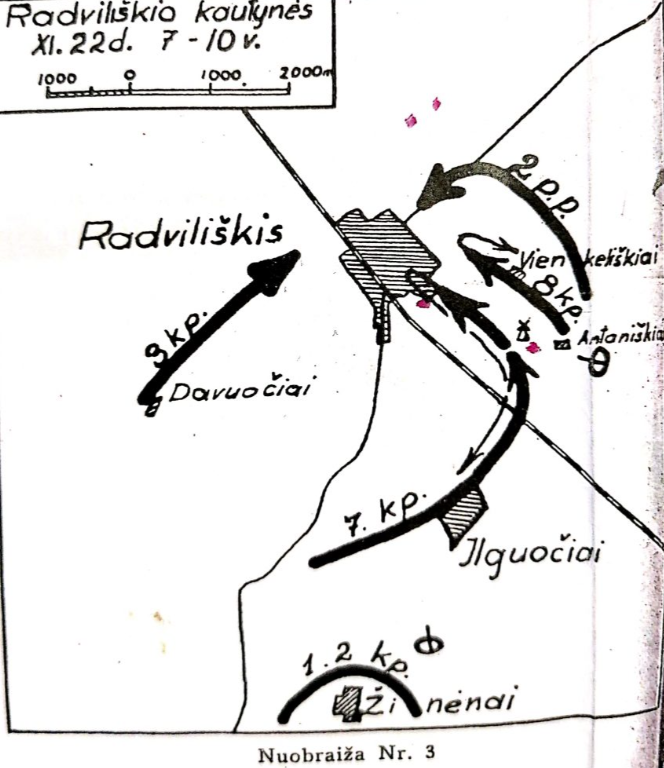
План боя

## Предыстория
Германия использовала железную дорогу из Восточной Пруссии в Латвию через территорию Литвы для снабжения своих войск Р. фон дер Гольца и так называемой Западной добровольческой армии П. Бермондта-Авалова в борьбе против латышских войск правительства Ульманиса. После поражения Западной добровольческой армии (ЗДА) в боях у Риги в начале ноября 1919 года германское правительство приказало ей эвакуироваться из Прибалтики. ЗДА начала движение по железной дороге на юг. В Радвилишкисе на ж/д станции хранились большие запасы боеприпасов, снарядов, бомб, оружия, одежды, средств связи и различных материально-технических средств для ЗДА. Литовское командование решили воспользоваться поражением ЗДА и захватить эти запасы. Оно начало перебрасывать войска в район Шауляя. Командующим новым фронтом был назначен Казис Ладига.
Поскольку ожидалось, что бермондтовцы не станут ввязываться в бой и отступят, Ладига приказал 2-му пехотному полку занять Радвилишкис 20 ноября. Для захвата станции был выделен один батальон, состоявший в основном из молодых и неопытных солдат.

## Ход боёв
21 ноября во время снегопада в 15 часов 2-й пехотный полк начал атаку в направлении Шяуляя. Передовому подразделению удалось прорваться в Радвилишкис и ненадолго захватить кладбище, а затем отступить из-за отсутствия поддержки. Около 9 часов вечера атака повторилась, но она не увенчалась успехом из-за упорного сопротивления противника. 
После подхода резервов в 7 часов утра 22 ноября началась очередная атака. Хотя артиллерийская поддержка подавила огонь противника и некоторым подразделениям  удалось ворваться в город, но они были выбиты и отступили. 
Новая атака началась пять часов спустя, когда подошедшие пехотные роты окружили город. Тяжелые бои происходили на улице Майронис и у местной ветряной мельницы, использовавшейся противником в качестве пулеметной позиции. 
Французский генерал Анри Ниссель, представлявший державы Антанты, потребовал от литовского командования прекратить бои с бермондтовцами и обеспечить их безопасную эвакуацию в Германию. После его ультиматума бои прекратились.

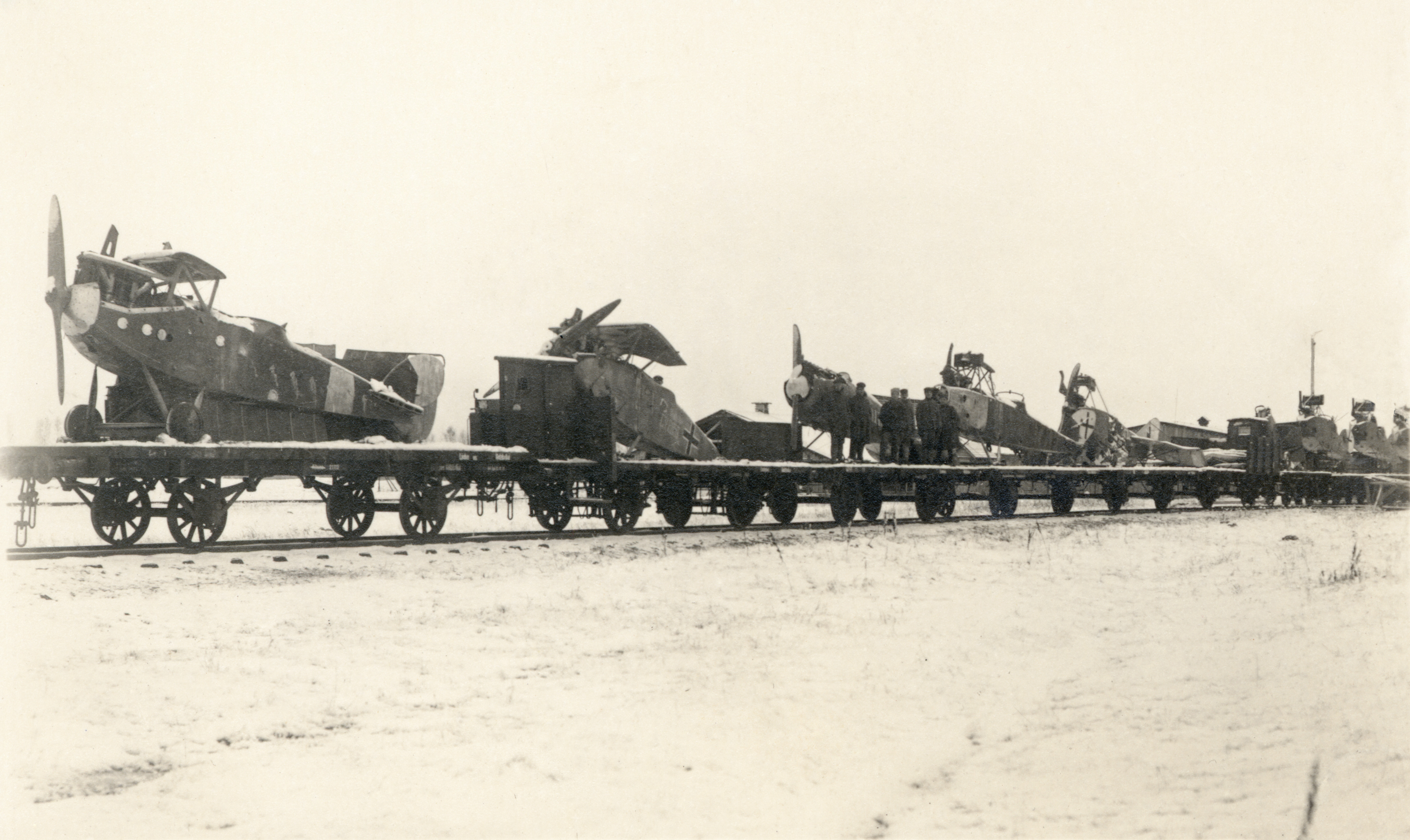
Самолеты Западной Добровольческой армии, захваченные литовскими войсками

## Результаты
В общей сложности, за все время боёв литовские войска потеряли 11 солдат убитыми и 30 раненными. Из 800 солдат ЗДА около 210 погибли, 430 были ранены, 131 попал в плен. Литовская армия захватила значительное количество военных трофеев, включая самолеты, бомбы, боеприпасы, и артиллерию, в том числе минометы, что вызвало удивление литовских солдат, не видевших такого количества оружия на большевистском фронте. Западная Добровольческая Армия отступила в Тильзит, а сам Бермондт-Авалов эмигрировал через Клайпеду.